# Gmina Paszki
Paszki – dawna gmina wiejska istniejąca do 1868 roku w guberni siedleckiej. Siedzibą władz gminy były Paszki.
Za Królestwa Polskiego gmina Paszki należała do powiatu radzyńskiego w guberni siedleckiej.
Gminę zniesiono w  1868 roku, a Paszki znalazły się w gminie Biała.